# Valea Grecului
Valea Grecului – wieś w Rumunii, w okręgu Vaslui, w gminie Duda-Epureni. W 2011 roku liczyła 1601 mieszkańców.